# Сергеевка (Томаковский район)
Сергеевка (укр. Сергіївка) — село,
Томаковский поселковый совет,
Томаковский район,
Днепропетровская область,
Украина.
Код КОАТУУ — 1225455105. Население по переписи 2001 года составляло 630 человек.

## Географическое положение
Село Сергеевка находится на берегу реки Топила, недалеко от её истоков,
ниже по течению на расстоянии в 1 км расположено село Петровка.
Рядом проходит автомобильная дорога Т-0809.

## Объекты социальной сферы
- Школа I—II ст.
- Фельдшерско-акушерский пункт.

## Известные люди
В селе родился Герой Советского Союза Дмитрий Лазука.